# Viburnum macdougallii
Viburnum macdougallii är en desmeknoppsväxtart som beskrevs av Eizi Matuda. Viburnum macdougallii ingår i släktet olvonsläktet, och familjen desmeknoppsväxter. Inga underarter finns listade i Catalogue of Life.